# Václav Kopáček
Václav Kopáček (ur. 21 października 1982) – czeski siatkarz, grający na pozycji libero, reprezentant Czech. Obecnie występuje w drużynie Dukla Liberec.

## Sukcesy klubowe
Puchar Czech:
- 2013, 2014, 2016[1], 2018, 2021

Mistrzostwo Czech:
- 2015, 2016[2]
- 2014, 2019
- 2013, 2017, 2018, 2021

## Sukcesy reprezentacyjne
Liga Europejska:
- 2013

## Nagrody indywidualne
- 2012 - Najlepszy libero i przyjmujący Światowego Turnieju Kwalifikacyjnego Igrzysk Olimpijskich w Londynie